# Рідний край (газета, Велика Багачка)
«Рідний край» — великобагачанська районна україномовна суспільно-політична газета. Виходить двічі на тиждень щосереди та щосуботи. Наклад: 5000  примірників.

## Історія
Газета вперше почала виходити 1932 року.

## Зміст
Виходить газета на 6 аркушах формату А3 двічі на тиждень. Основним наповненням газети є новини, місцева самоврядність, соціальні проблеми, економіка, сільське господарство, програма телепередач.